# コレン・ナンダー
コレン・ナンダーは、アニメ作品『∀ガンダム』に登場する架空の人物である。担当声優は川津泰彦。ムーンレィスの古参の兵士であり、ディアナ・カウンターでの階級は軍曹。

## 人物
ディアナ・ソレルへの忠誠心は強いものの、乱暴で何をしでかすかわからない危険人物でもあり、「（彼と同時に送られた補給物の）火薬の総量より危険な奴」と称されていた。また「ガンダム」に対し異常なまでの敵意を持っており、ことあるごとにガンダムをつけ狙い、いかなる犠牲も省みない面もある。書籍によっては、冷凍睡眠中にガンダムへの敵意を刷り込まれたとも言われている。中盤以降では、村で出会った子供たちには優しく接し、最終決戦にはカプルの電源を奪う形でソシエとメシェーを危険な最前線に赴かないよう配慮するなど優しさを覗かせている。
顔の痣は冷凍刑に処されたときについたもの。また元々は長髪だったらしいが、同じく冷凍刑によって抜け落ち、現在の髪型になった、という設定がある。また、母の顔は記憶にあるが父の顔は覚えていない。僧侶のような生活をしていた時期に、母親をモデルに木像を彫っていた。
MS操縦の腕前はかなりのもので、水陸両用のカプルでスエッソン操縦のマヒローと互角以上に戦ったり、メリーベルのバンディットをミンチドリルの一撃で撃墜した。主な搭乗機はイーゲルと、赤い塗装で頭部に角付きのカプル。後者は、巨大なロケットパンチを右腕に付けている。また格闘戦にはこだわりがあり、主にコレン機が装備している採掘用のMS用ドリルである「ミンチドリル」は、∀ガンダムなどによっても運用された。

## 劇中での活躍
ディアナ・ソレルの暗殺を謀った兵士を殺害した罪で冷凍刑に処されていたが、アグリッパ・メンテナーの差金で刑を解かれ2人の部下、ブルーノとヤコップと共に、秘密裏に地球に送り込まれた。∀ガンダムを誘い出そうとした彼の暴走によって発掘されたばかりのカプル十数機を倒したり、ノックスの街を崩壊させたが、∀ガンダムとの地下での戦闘に敗れ、自らの機体イーゲルを失う。
イーゲルがマグマに沈んだ後は、僧侶のようないでたちでさすらっていた。この時は以前とはうって変わって純朴な人柄を見せていたものの、立ち寄った村の祭りで∀ガンダムのはりぼてを見て「ガンダムに襲われる」と騒動を起こす。∀ガンダムのはりぼての首をとった後、姿を消す。
その後地球で∀ガンダムの月光蝶を見て黒歴史時代の生き残りとしての記憶を取り戻し、ディアナ側に合流する。最終戦では互いに月光蝶システムを発動して硬直・暴走しつつあった∀ガンダムとターンXの間に割って入り、金縛りを解くもターンXが放出した月光蝶の刃を浴びて乗機のカプルは爆散、戦死する。

## 漫画版での描写
ときた洸一の漫画版におけるギム・ギンガナムらとの決戦時では、『新機動戦記ガンダムW デュアルストーリー G-UNIT』のガンダムアスクレプオスのMA形態（この作品ではガンダムに変形はしない）に乗っている。また、アニメ版とは違い、戦死していない。
曽我篤士の漫画版では、イーゲルに搭乗しノックスの街で∀ガンダムと戦う。∀ガンダムの頭部を損傷させるなどしてロランを追い詰めるが、戦闘を止めようとしたディアナに威嚇とはいえ銃で狙撃される。その精神的なショックでディアナの名を叫びながら搭乗していたイーゲルを自爆させ、機体と運命を共にする。

## 評価
『愛と戦いのロボット 完全保存版』で発表されたアンケート「みんなで選ぶロボットアニメーションベスト100」では、「一番美しい悪役・敵役は？」で第76位にランクインした。